# Avenida General Roçadas
A Avenida General Roçadas fica situada nas freguesias de São Vicente e Penha de França, Lisboa, Portugal.
O nome do arruamento homenageia José Augusto Alves Roçadas (Vila Real, 6 de abril de 1865 - 28 de junho de 1926).
No n.º 24 desta avenida fica situada uma das maiores vilas operárias de Lisboa: a Vila Cândida.